# ريد بايرون
ريد بايرون (بالإنجليزية: Red Byron)‏ هو سائق سيارة سباق أمريكي، ولد في 12 مارس 1915 في كولورادو في الولايات المتحدة، وتوفي في 11 نوفمبر 1960 في شيكاغو في الولايات المتحدة بسبب نوبة قلبية.

## وصلات خارجية
- ريد بايرون على موقع Racing-Reference.info (الإنجليزية)